# Octodontomys gliroides
Octodontomys gliroides (гірський дегу) — вид гризунів із родини дегових, єдиний представник роду Octodontomys.

## Зовнішня морфологія
Середні параметри: довжина голови й тіла 171 мм, довжина хвоста 143 мм, довжина вух 29 мм, довжина задньої стопи 36 мм, вага 158 г. Барабанні пузирі великі, але не вкрай великі як у Tympanoctomys barrerae. Цей великий щур має великі вуха, довгий двоколірний хвіст з китичкою і м'яке густе хутро з більш довгими волосками вздовж хребта. Спина світло-коричнева, але темні кінчики волосся спини роблять так, що хутро виглядає темнішим, ніж у роду Octomys. Живіт і ноги білі.

## Поширення та поведінка
Цей вид зустрічається в Андах північного Чилі, центрально- та південно-східній Болівії, північно-західній Аргентині. Живе в посушливих умовах таких як пуна, включаючи велике число найрізноманітніших місць проживання із схованками в скелях. Робить приповерхневі нори; живиться кактусами; нічна тварина.